# 신선경과 유인호 묘역
신선경과 류인호 묘역(慎先庚과 柳仁濠 墓域)은 서울특별시 송파구 오금동에 있는, 조선 전기 문신인 신선경의 묘와 사위인 류인호 후손의 묘역이다.
1991년 12월 24일 지정된 서울특별시의 유형문화재 제78호 거창신씨묘역과 제79호 문화류씨묘역을 통합하여 2008년 10월 30일 서울특별시의 유형문화재 제78호 신선경과 류인호 묘역(慎先庚과 柳仁濠 墓域)으로 명칭을 변경지정하였다.

## 개요
조선 전기의 문신인 신선경의 묘를 비롯한 거창 신씨들의 묘역이다.
신선경은 세조 1년(1456) 사헌부 장령을 거쳐 동지중추부사를 지냈다. 거창 신씨는 원래 중국 송나라 개봉부 출신인 신수(愼修)가 송나라 사신으로 고려의 수도 개경에 왔다가 고려에 귀화하여 고려인이 됨으로써 거창 신씨의 시조가 되었다.
거창 신씨 묘역 내에 문화 류씨 묘역이 자리 잡고 있는데, 이는 공조참의 류인호(柳仁濠)의 묘소이다. 류인호는 신선경의 사위로 이 묘는 부부합장묘이다.
묘소는 서울특별시 송파구 오금공원 내에 있는데, 이 가운데 신선경의 묘는 약 500년 전에 조성된 것으로 정부인 한씨와의 쌍분이다. 2개의 봉분 가운데에는 묘비·상석이 있는데 묘비 윗부분이 연꽃무늬로 장식되어 있어 묘비 연구에 중요한 자료로 평가된다.

## 거창 신씨 묘역
거창 신씨 묘역은 조선 전기의 문신인 신선경(愼先庚)의 묘를 비롯한 거창 신씨들의 가족묘역이다.
거창 신씨의 시조는 원래 중국 송(宋) 나라 개봉부(開封府) 사람으로 지사라는 벼슬에 있던 신수(愼修)다. 그는 송나라와 고려의 외교관계를 개설하기 위해 사절단으로 고려의 수도 개성에 왔다가 귀화하여 고려인이 됨으로써 거창 신씨의 시조가 되었다. 신수는 고려 문종 29년(1075) 시어사(侍御史)가 되었고, 숙종 때 수사공 우복야참지정사(守司空右僕射參知政事)에 이르러 사직하였으며, 시호는 공헌(恭憲)이다.
신선경은 세조 원년(1456) 사헌부장령을 거쳐 가선대부 동지중추부사(嘉善大夫同知中樞府事)를 지냈다. 묘역은 약 500년 전에 조성된 것으로 정부인(貞夫人) 한씨와의 쌍분으로 되어 있으며, 그 가운데에 묘비․상석이 각각 1개씩 있고, 문인석이 1쌍 있다. 묘비는 윗 부분이 연꽃무늬로 장식된 갓 모양을 하고 있는 등 조선 초기의 특유한 형태로 묘비 연구에 귀중한 자료이다.
그리고 동쪽 옆에 문화 류씨인 공조참의 유인호(柳仁豪)와 숙부인(淑夫人) 거창 신씨의 합장묘가 있는데, 여기에는 묘비ㆍ상석이 각각 1개씩 있으며 망주석 1쌍이 서 있다.

## 문화 류씨 묘역
류인호 묘역(柳仁濠墓域)에는 임진왜란 때 이항복과 함께 3등공신으로 선조를 보필한 문양군(文陽君) 류희림(柳希霖), 그 아버지 증가선대부 이조참판겸동지의금부사(贈嘉善大夫吏曹參判兼同知義禁府事)를 역임한 문원군(文原君) 류복룡(柳伏龍)과 그 부인 평강(平康) 채씨(蔡氏)의 묘, 그리고 공조참의(工曹參議) 류인호(柳仁濠)와 숙부인(叔夫人) 거창 신씨의 합장 묘가 있다.
류희림은 명종 15년(1560년) 1,000여명의 성균관 유생을 대표하여 불교를 비판하고, 선종․교종 모두 폐지하자는 상소를 올렸다. 명종 16년(1561) 식년문과에 병과로 합격하여 문한관(文翰官)이 되었다. 검열․박사․정언 등을 차례로 역임하고, 선조 3년(1570) 지평이 된 이후 계속 중앙에만 머물러 사헌부장령․집의를 역임하였다. 선조 14년(1581) 형조참판으로 동지사(冬至使)가 되어 명나라에 다녀왔으나 가지고 간 방물 중 면주(綿紬) 10필과 흑마포(黑麻布) 11필이 부족하여 처벌을 받고 파직된후. 1585 외직으로 황해도관찰사 1587강원도관찰사(1579충청도관찰사등 3도관찰사 역임) 우승지 병조참의 근무중 선조 25년(1592) 임진왜란이 일어나자 첨지중추부사로서 왕을 호종하여 좌승지로 발탁되었다. 이후 1593년 동지중추부사, 1594년 예조참판, 1597년 동지돈녕부사가 되었다. 죽은 뒤인 선조 37년(1604) 호성공신(扈聖功臣) 3등과 문양군에 봉해졌으며,광해5년 1613년 분조참여등으로 위성공신(衛聖功臣)2등에 봉해졌다.
묘소는 오금공원 내 관리사무소 서쪽에 남향으로 3기가 남북 방향으로 놓여 있다. 맨 위(북)쪽에 있는 류희림의 묘 앞에는 상석(床石)이 있고 그 앞 좌우 기둥에 다람쥐 형상이 조각된 망주석(望柱石)과 문인석이 각각 1쌍씩 있다. 아래쪽의 2기는 좌우로 배치되어 있으며, 류복룡과 그 부인인 평강 채씨의 묘이다. 두 무덤 사이에 비석이 있고, 그 앞에 망주석과 문인석 각각 1쌍이 배치되어 있으며, 그 옆에 다시 신도비(神道碑)가 있다.

## 참고 자료
- 신선경과 유인호 묘역 - 국가유산청 국가유산포털
- 본 문서에는 서울특별시에서 지식공유 프로젝트를 통해 퍼블릭 도메인으로 공개한 저작물을 기초로 작성된 내용이 포함되어 있습니다.